# Wulik
Il Wulik (in inglese Wulik River; in lingua inupiaq: Ualliik kuuŋak) è un fiume degli Stati Uniti d'America, scorre nei borough di North Slope e di Northwest Arctic, in Alaska.  
Nel 1886, un tenente della Marina degli Stati Uniti riportò il nome inuit di questo fiume come "Woleek".

## Descrizione
Il fiume nasce dai monti De Long e scorre verso sud-ovest fino alla laguna di Kivalina (Mare dei Ciukci), a est del villaggio omonimo. Ha una lunghezza di 130 chilometri.